# Canton de Châtillon-sur-Marne
Le canton de Châtillon-sur-Marne est un ancien canton français situé dans le département de la Marne et la région Champagne-Ardenne.

## Géographie
Ce canton était organisé autour de Châtillon-sur-Marne dans l'arrondissement de Reims. 

## Histoire
- En 1793, le canton se compose des communes d'Anthenay, Baslieux-sous-Châtillon, Belval-sous-Châtillon, Binson-et-Orquigny, Châtillon-sur-Marne, Cuchery, Cuisles, Mareuil-le-Port, La Neuville-aux-Larris, Passy-Grigny, Reuil, Sainte-Gemme, Vandières et Villers-sous-Châtillon.

- En 1801, le nouveau canton accueille en plus Courtagnon, Nanteuil-la-Forêt et Pourcy, provenant du canton de Chamery, ainsi que Champlat-et-Boujacourt, Jonquery et Olizy du canton de Ville-en-Tardenois.

- En 1824, Mareuil-le-Port quitte le canton pour celui de Dormans[1].

- De 1833 à 1848, les cantons d'Aï et de Châtillon avaient le même conseiller général. Le nombre de conseillers généraux était limité à 30 par département[2].

## Représentation

### Conseillers généraux de 1833 à 2015
| Période | Période                   | Identité                                                          | Étiquette                  | Qualité |
| ------- | ------------------------- | ----------------------------------------------------------------- | -------------------------- | --- |
| 1833    | 1842                      | Jean-Baptiste Louis Froc de la Boulaye                            | Centre Royaliste modéré    | Membre du Conseil d'État Propriétaire à Aï Ancien député (1815-1823)                                                        |
| 1842    | 1848                      | Victor Nitot-Gravet                                               |                            | Propriétaire, maire d'Aï |
| 1848    | 1852                      | Louis Antoine Lucrétius Godinot (1805-1875)                       |                            | Notaire, juge de paix du canton de Châtillon-sur-Marne, conseiller d'arrondissement                                         |
| 1852    | 1857 (décès)              | Edouard Desrousseaux de Vandières (1800-1857)                     |                            | Maire de Vandières |
| 1857    | 1871                      | Paul-Henri-Ernest de Royer                                        |                            | Avocat - Sénateur (1859-1870) Premier Président de la Cour des Comptes Ministre de la Justice (1857-1859)                   |
| 1871    | 1887 (décès)              | Edouard-Auguste Desrousseaux (fils d'E.Desrousseaux) de Vandières | Droite                     | Maire de Vandières |
| 1887    | 1892                      | Ange-Alexandre Rémy                                               | Droite                     | Docteur-médecin, maire de Châtillon-sur-Marne                                                                               |
| 1892    | 1900 (décès),             | Adolphe Carré-Legrand                                             | Rad.                       | Négociant, propriétaire, adjoint au maire de Châtillon-sur-Marne                                                            |
| 1900    | 1919 (décès)              | Jean Isidore Pommier                                              | Rad.                       | Ancien instituteur public Propriétaire, maire de Châtillon-sur-Marne                                                        |
| 1919    | 1928                      | Gaston Poittevin                                                  | SFIO                       | Député de la Marne (1919-1936) Maire de Cumières                                                                            |
| 1928    | 1941 (démission d'office) | Léonce Bernheim                                                   | SFIO                       | Avocat - Maire de Pourcy Révoqué par le Gouvernement de Vichy                                                               |
|         |                           |                                                                   |                            | |
| 1945    | 1967                      | Henri Macquart                                                    | SFIO                       | Viticulteur Maire de Pourcy                                                                                                 |
| 1967    | 1979                      | Claude Jagot-Lacoussière (1918-1983)                              | UDR puis RPR               | Médecin Maire de Châtillon-sur-Marne                                                                                        |
| 1979    | 1992                      | Georges Doyen                                                     | PS                         | Maire de Passy-Grigny puis de Châtillon-sur-Marne                                                                           |
| 1992    | 2015                      | Françoise Férat                                                   | UDF puis MoDem puis AC-UDI | Sénatrice de la Marne (2001 → ) Maire de Cuchery (1992 → 2014) Elue en 2015 dans le Canton de Dormans-Paysages de Champagne |

### Conseillers d'arrondissement (de 1833 à 1940)
| Période                                  | Période | Identité                                       | Étiquette   | Qualité |
| ---------------------------------------- | ------- | ---------------------------------------------- | ----------- | --- |
| 1833                                     | 1839    | Antoine Gandon                                 |             | Chef de bataillon en retraite, maire de Châtillon-sur-Marne                                                 |
| 1839                                     | 1848    | Louis Antoine Lucrétius Godinot (1805-1875)    |             | Notaire, juge de paix à Châtillon-sur-Marne                                                                 |
|                                          |         |                                                |             | |
| 1852                                     |         | Nicolas Hureaux-Richon (1805-1884)             |             | Marchand de fer, maire de Châtillon-sur-Marne                                                               |
|                                          |         |                                                |             | |
| 1886                                     | 1895    | Louis Gustave Piot-Fayet (1849-1895)           |             | Propriétaire, maire de Sainte-Gemme                                                                         |
| 1895                                     | 1898    | Gustave Rossé                                  | Républicain | Ancien notaire, conseiller municipal de Vandières                                                           |
| 1898                                     | 1907    | Célestin-Constant Bertrand-Collart (1837-1925) |             | Propriétaire-viticulteur, maire de Reuil                                                                    |
| 1907                                     |         | Charles-Victor Nanet                           | Rad.        | Ancien greffier de la justice de paix, maire de Reuil                                                       |
|                                          |         |                                                |             | |
| 1919                                     | 1925    | Arthur Dehours                                 |             | Vigneron, maire de Vandières-sous-Châtillon                                                                 |
| 1925                                     | 1928    | Valentin Macquart                              | Rad.        | Herbager, meunier, maire de Pourcy                                                                          |
| 1928                                     | 1937    | Charles-Honoré Marquette                       | Rad.        | Cultivateur vigneron à Reuil                                                                                |
| 1937                                     | 1940    | Pierre Julien Pataud                           | Rad.        | Maire de Châtillon-sur-Marne, suppléant du juge de paix                                                     |
| 1940                                     |         |                                                |             | Les conseils d'arrondissement ont été suspendus par la loi du 12 octobre 1940 et n'ont jamais été réactivés |
| Les données manquantes sont à compléter. |         |                                                |             | |

## Composition
Le canton de Châtillon-sur-Marne regroupait 19 communes.
| Nom                             | Code Insee | Intercommunalité                   | Superficie (km2) | Population (dernière pop. légale) | Densité (hab./km2) |
| ------------------------------- | ---------- | ---------------------------------- | ---------------- | --------------------------------- | ------------------ |
| Châtillon-sur-Marne (chef-lieu) | 51136      | CC des Paysages de la Champagne    | 11,69            | 710 (2014)                        | 61                 |
| Anthenay                        | 51012      | CU Grand Reims                     | 6,64             | 73 (2014)                         | 11                 |
| Baslieux-sous-Châtillon         | 51038      | CC des Paysages de la Champagne    | 5,88             | 184 (2014)                        | 31                 |
| Belval-sous-Châtillon           | 51048      | CC des Paysages de la Champagne    | 7,15             | 165 (2014)                        | 23                 |
| Binson-et-Orquigny              | 51063      | CC des Paysages de la Champagne    | 3,39             | 173 (2014)                        | 51                 |
| Champlat-et-Boujacourt          | 51120      | CC des Paysages de la Champagne    | 6,36             | 166 (2014)                        | 26                 |
| Courtagnon                      | 51190      | CU Grand Reims                     | 3,95             | 60 (2014)                         | 15                 |
| Cuchery                         | 51199      | CC des Paysages de la Champagne    | 7,03             | 415 (2014)                        | 59                 |
| Cuisles                         | 51201      | CU Grand Reims                     | 2,77             | 142 (2014)                        | 51                 |
| Jonquery                        | 51309      | CU Grand Reims                     | 4,34             | 118 (2014)                        | 27                 |
| Nanteuil-la-Forêt               | 51393      | CC de la Grande Vallée de la Marne | 14,55            | 237 (2014)                        | 16                 |
| La Neuville-aux-Larris          | 51398      | CC des Paysages de la Champagne    | 1,64             | 160 (2014)                        | 98                 |
| Olizy                           | 51414      | CU Grand Reims                     | 4,57             | 162 (2014)                        | 35                 |
| Passy-Grigny                    | 51425      | CC des Paysages de la Champagne    | 11,99            | 379 (2014)                        | 32                 |
| Pourcy                          | 51445      | CU Grand Reims                     | 8,35             | 165 (2014)                        | 20                 |
| Reuil                           | 51457      | CC des Paysages de la Champagne    | 5,36             | 293 (2014)                        | 55                 |
| Sainte-Gemme                    | 51480      | CC des Paysages de la Champagne    | 7,25             | 144 (2014)                        | 20                 |
| Vandières                       | 51592      | CC des Paysages de la Champagne    | 13,20            | 319 (2014)                        | 24                 |
| Villers-sous-Châtillon          | 51637      | CC des Paysages de la Champagne    | 4,84             | 220 (2014)                        | 45                 |

## Démographie
| 1962  | 1968  | 1975  | 1982  | 1990  | 1999  | 2006  | 2010  |
| ----- | ----- | ----- | ----- | ----- | ----- | ----- | ----- |
| 3 867 | 4 062 | 3 781 | 3 759 | 3 978 | 3 938 | 4 108 | 4 297 |